# Erroibar
Erroibar är en ort i Spanien.   Den ligger i provinsen Provincia de Navarra och regionen Navarra, i den nordöstra delen av landet, 300 km nordost om huvudstaden Madrid. Erroibar ligger 700 meter över havet och antalet invånare är 743.
Terrängen runt Erroibar är kuperad. Runt Erroibar är det mycket glesbefolkat, med 2 invånare per kvadratkilometer. Närmaste större samhälle är Burlata, 19,3 km sydväst om Erroibar. I omgivningarna runt Erroibar växer i huvudsak blandskog.